# Gustav von Seyffertitz

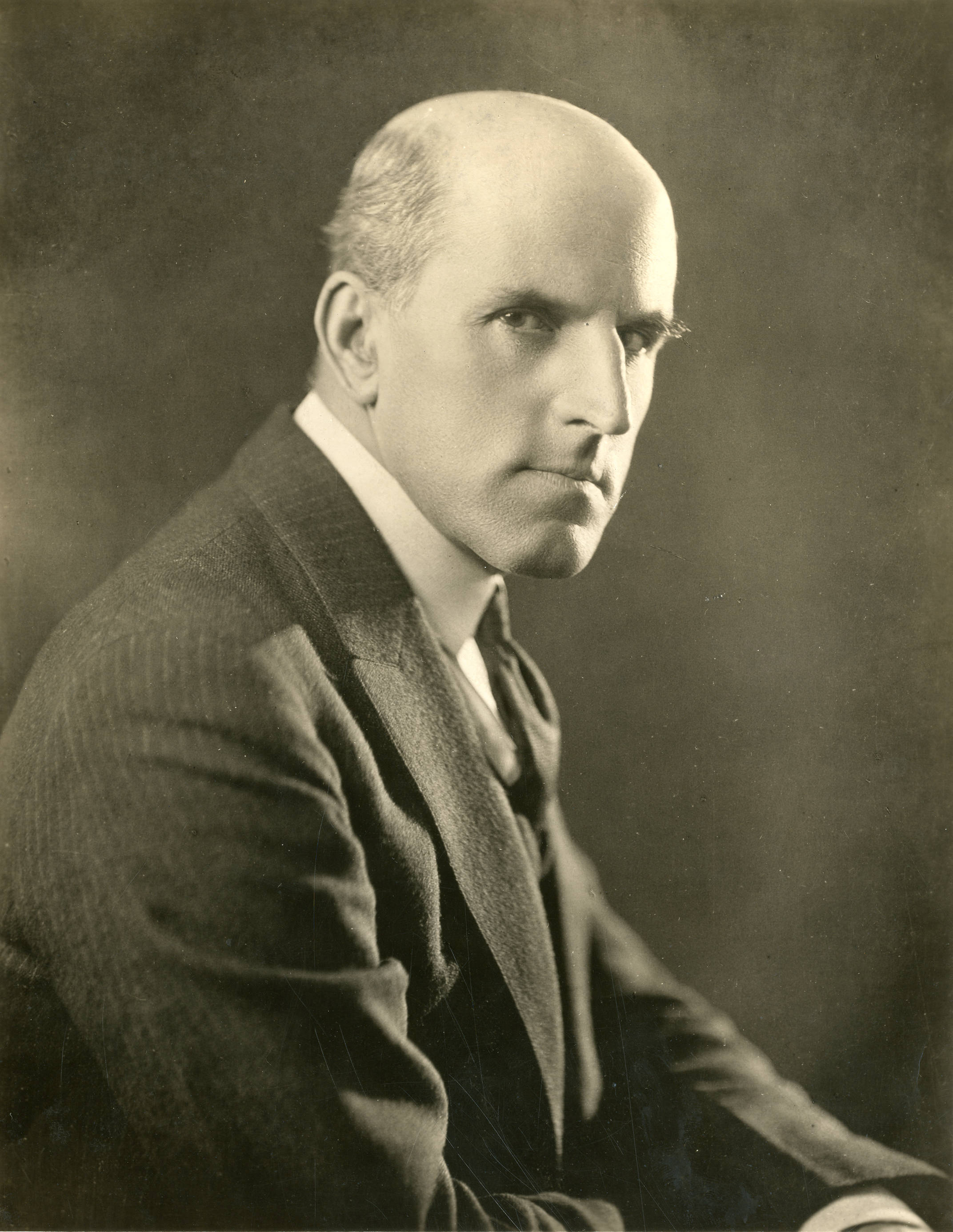
Gustav von Seyffertitz (1922)

Gustav Carl Viktor Bodo Maria Freiherr von Seyffertitz (* 4. August 1862 in  Haimhausen, Bayern; † 25. Dezember 1943 in Woodland Hills, Los Angeles) war ein deutscher Film- und Theaterschauspieler sowie Regisseur. Zwischen 1917 und 1938 spielte er als Charakterdarsteller oft Schurken in fast 120 Hollywood-Filmen. Während des Ersten Weltkriegs nahm er zeitweise das Pseudonym G. Butler Clonebaugh an.

## Leben

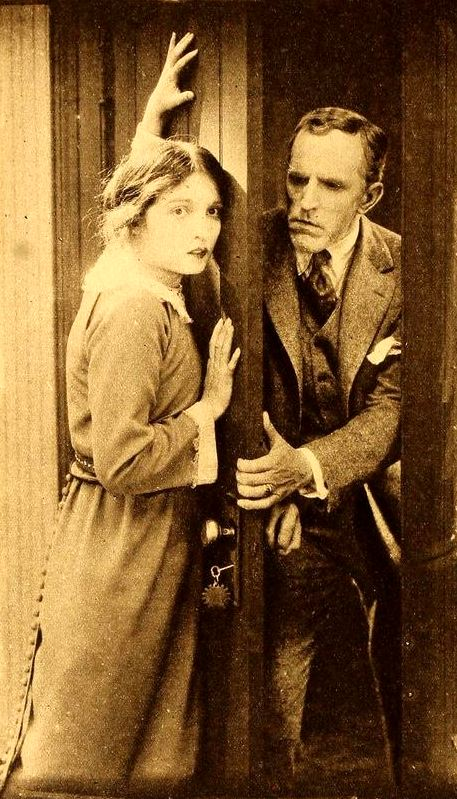
Gustav von Seyffertitz mit Alice Joyce im Film Slaves of Pride (1920)

Gustav von Seyffertitz war der zweite Sohn von Guido Freiherr von Seyffertitz aus Innsbruck und Anna Gräfin von Butler Clonebough zu Haimhausen. Statt wie von der angesehenen Familie erwartet eine Laufbahn beim Militär einzuschlagen, begann Seyffertitz stattdessen als Schauspieler zu arbeiten. Er wurde bald Mitglied des Meininger Hoftheaters und trat auch regelmäßig in Komischen Opern auf. Im Jahr 1895 ging von Seyffertitz auf Vermittlung des österreichisch-amerikanischen Theatermannes Heinrich Conried in die USA. Dort etablierte er sich trotz seines deutschen Akzentes als erfolgreicher Charakterdarsteller auf der Bühne, so spielte er in den 1900er- und 1910er-Jahren regelmäßig am New Yorker Broadway. Er arbeitete mit Theaterstars seiner Zeit, darunter Maude Adams, und konnte den legendären Produzenten Charles Frohman zu seinen Förderern zählen.
Im Jahr 1917 gab von Seyffertitz sein Filmdebüt an der Seite von Douglas Fairbanks im Film Down to Earth, in dem er eine größere Nebenrolle als Doktor innehatte. Insgesamt sollte er zwischen 1917 und 1939 in rund 120 Filmen als Schauspieler auftreten. Von Seyffertitz arbeitete während der Stummfilmära auch bei vier Filmen selbst als Regisseur. Breite Aufmerksamkeit erhielt er 1922 durch die Darstellung des Professor Moriarty im Kriminalfilm Sherlock Holmes neben John Barrymore. Mit seinem strengen, aristokratischen Aussehen wurde der grauhaarige von Seyffertitz fortan meist auf vornehme Bösewichte besetzt. 1926 spielte er im Film Sparrows neben Mary Pickford einen brutalen Kinderentführer. Ein Jahr später trat er unter Regie von Ernst Lubitsch als König Karl in der Filmoperette Alt-Heidelberg auf. 
Trotz seines Akzentes überstand die Karriere von Seyffertitz Ende der 1920er-Jahre den Sprung vom Stumm- in den Tonfilm. In den Josef-von-Sternberg-Filmdramen Entehrt (1931, als österreichischer Geheimdienstchef) und Shanghai-Express (1932, als dubioser Kokainhändler) war der Schauspieler jeweils an der Seite von Marlene Dietrich zu sehen. In der Spätphase seiner Filmkarriere wurde Seyffertitz zunehmend in komödiantischen Rollen besetzt, so legte er als österreichischer Psychiater in Frank Capras Filmklassiker Mr. Deeds geht in die Stadt (1936) eine Parodie auf Sigmund Freud ab. In seinem letzten Film The Mad Empress verkörperte er Klemens von Metternich.
Der Schauspieler verstarb im Alter von 81 Jahren, vier Jahre nach seiner letzten Filmrolle. Er war fünfmal verheiratet, darunter von 1894 bis 1897 mit der Schauspielerin Toni Creutzberg, und hatte zahlreiche Kinder.

## Filmografie (Auswahl)
- 1916: The Intrigue
- 1917: A Little Princess
- 1919: The Dark Star
- 1922: Sherlock Holmes
- 1923: Der Flug zum Glück (Unseeing Eyes)
- 1925: Der Adler (The Eagle)
- 1926: Marys Trick (The Danger Girl)
- 1926: Sperlinge Gottes (Sparrows)
- 1926: Don Juan
- 1926: Meine offizielle Frau (My Official Wife)
- 1927: Stacheldraht (Barbed Wire)
- 1927: König Harlekin (The Magic Flame)
- 1927: Alt-Heidelberg (The Student Prince in Old Heidelberg)
- 1927: Douglas Fairbanks, der Gaucho (The Gaucho)
- 1927: Im Hause des Satans (The Wizard)
- 1928: Die Welt in Flammen (The Little Shepherd of Kingdom Come)
- 1928: Der Krieg im Dunkel (The Mysterious Lady)
- 1928: Die Docks von New York (The Docks of New York)
- 1928: Die Stunde der Entscheidung (The Woman Disputed)
- 1929: Die Stimme aus dem Jenseits (The Canary Murder Case)
- 1929: Eine Nacht im Prater (The Case of Lena Smith)
- 1929: Chasing Through Europe
- 1930: Sergeant Grischa (The Case of Sergeant Grischa)
- 1930: The Bat Whispers
- 1931: Entehrt (Dishonored)
- 1931: The Front Page
- 1931: Safe in Hell
- 1932: Shanghai-Express (Shanghai Express)
- 1932: Rasputin: Der Dämon Rußlands (Rasputin and the Empress)
- 1933: Königin Christine (Queen Christina)
- 1934: Edgar Wallace – Das mysteriöse Schiff (Mystery Liner)
- 1934: The Moonstone
- 1935: She – Herrscherin einer versunkenen Welt (She)
- 1935: Was geschah gestern? (Remember Last Night?)
- 1936: Mr. Deeds geht in die Stadt (Mr. Deeds Goes to Town)
- 1938: Chicago (In Old Chicago)
- 1938: Drei Männer im Paradies (Paradise for Three)
- 1938: Laurel und Hardy: Als Salontiroler (Swiss Miss)
- 1938: Marie-Antoinette
- 1939: Frankensteins Sohn (Son of Frankenstein)
- 1939: Nurse Edith Cavell
- 1939: The Mad Empress